# Дитхелм II фон Тогенбург
Дитхелм II фон Тогенбург (на немски: Diethelm II von Toggenburg; † сл. 1104) е благородник от Тогенбург, днес в кантон Санкт Гален в Швейцария.

## Биография
Той е син на Берхтолд I фон Тогенбург († сл. 1044) и внук на Дитхелм I фон Тогенбург († сл. 1044). Родът Тогенбург е на страната на папата, а манастирът Санкт Гален е на страната на римско-немския крал. През този конфликт брат му Фолкнанд фон Тогенбург († 1081) е убит в битка при крепостта Бернег над град Санкт Гален.
Дитхелм фон Тогенбург има ок. 1083 г. конфликт с абат Улрих от Ст. Гален. През 1209 г. неговият правнук Дитхелм VI (Дитхелм I като граф) фон Тогенбург († 1230?) става граф на Тогенбург.

## Фамилия
Дитхелм II фон Тогенбург се жени за Ирменгард фон Неленбург. Те имат две деца:
- Дитхелм III фон Тогенбург († сл. 1125), баща на:
  - Дитхелм IV фон Тогенбург († сл. 1176), женен за Ита фон Хомберг († 19 август 1200), дъщеря на граф Вернер I фон Тирщайн-Хомберг († 1141/сл. 1154) и дъщеря на граф Фридрих I фон Цолерн († 1125/сл. 1139) и Удилхилд фон Урах-Детинген († 1134).
- Куница фон Тогенбург († пр. 1135), омъжена вер. за Герунг фон Щюлинген